# Ahmed Zuway
Ahmed Mahmoud Zuway (tiếng Ả Rập: أحمد الزوي) (sinh ngày 28 tháng 12 năm 1982), hay còn gọi Kabila, là một tiền đạo bóng đá người Libya. Hiện tại anh thi đấu cho Al-Ahly SC (Benghazi) ở Giải bóng đá ngoại hạng Libya. Anh là thành viên của Đội tuyển bóng đá quốc gia Libya. Anh được biết đến với khả năng đánh đầu và ghi bàn.

## Sự nghiệp
Khi Zuway ghi bàn, anh thường bắt chước điệu nhảy Moonwalk của Michael Jackson như để tri ân cho ca sĩ thần tượng của anh. Anh được biết đến với tình huống sút xa từ giữa sân và sút dễ dàng, khả năng giúp anh trở thành một tiền đạo sát thủ.
Năm 2007, khi không thuộc đội bóng nào, Zuway thử việc ở đội bóng tại English League Two Grimsby Town, nhưng không đủ để được một bản hợp đồng.
Ngày 2 tháng 10 năm 2012, Zuway gia nhập câu lạc bộ Các Tiểu vương quốc Ả Rập Thống nhất Al Sharjah SC.